# 一 (kanji)
Ne doit pas être confondu avec ㅡ ou —.
一 (un) est un kanji composé d'un seul trait et fondé sur 一. Il fait partie des kyōiku kanji de 1re année.
Il se lit イチ (ichi) ou イツ (itsu) en lecture on et ひと.つ (hito[tsu]) en lecture kun.

## Utilisation
Ce kanji est souvent utilisé comme le chiffre 1 (voir Numération japonaise), il sert à compter en japonais.
Il est utilisé aussi dans les noms de mois en japonais avec le kanji 月 (à consulter pour plus d'informations).
De par sa forme, il est parfois utilisé pour décrire un trait horizontal, comme l'expression « ichimonji » (coupe horizontale) utilisée en kenjutsu.

## Exemples
一 (ichi) : 1.
一月 (ichigatsu) : janvier.
一人 (hitori) : une personne.
一緒 (issho) : ensemble.
一日 (tsuitachi) : le premier du mois.
均一 (kin itsu) : uniforme.